# Gardelegen
Gardelegen (Hansestadt Gardelegen) – miasto w Niemczech, w kraju związkowym Saksonia-Anhalt w powiecie Altmarkkreis Salzwedel.

## Historia

### Średniowiecze
Powstało w X wieku, pierwsze wzmianki z 1196.

### Współczesność
13 kwietnia 1945 jednostka SS prowadząca więźniów w marszu śmierci ze wschodu, natknęła się na amerykańskie czołówki i w związku z tym, postanowiła pozbyć się więźniów. Pomagały im w tym jednostki pomocnicze, Volksturm i Hitlerjugend. 1016 więźniów, z czego największą grupę stanowili Polacy, zostało spalonych żywcem, bądź rozstrzelanych (zbrodnia w Gardelegen). 15 kwietnia 1945 żołnierze posuwającej się na wschód 102. Dywizji Piechoty 9. Armii Stanów Zjednoczonych odkryli miejsce zbrodni i zmusili miejscową ludność do wykopania grobów i pochowania pomordowanych.
1 stycznia 2010 miasto zostało powiększone o gminy Jeseritz, Potzehne, Roxförde, Wannefeld, Wiepke i Zichtau.
31 grudnia 2010 w wyniku reformy administracyjnej rozwiązano wspólnotę administracyjną Südliche Altmark, której siedziba znajdowała się w Gardelegen, a gminy należące do tej wspólnoty: Breitenfeld, Dannefeld, Estedt, Hottendorf, Jävenitz, Jeggau, Jerchel, Kassieck, Köckte, Letzlingen, Lindstedt, Mieste, Miesterhorst, Peckfitz, Sachau, Seethen, Sichau i Solpke włączono do miasta.

## Transport
W mieście znajduje się stacja kolejowa Gardelegen.

## Współpraca
Miejscowości partnerskie:
- Darłowo, Polska
- Dumfries, Wielka Brytania
- Gifhorn, Dolna Saksonia
- Waltrop, Nadrenia Północna-Westfalia